# Ellen Mills Scarbrough
Ellen Mills Scarbrough (13. November 1900 in Arthington (Liberia) – März 1983 in Monrovia) war eine liberianische Politikerin und Pädagogin. Sie wurde 1959 in das Repräsentantenhaus von Liberia gewählt und war damit die erste Frau in dem Parlament von Liberia.

## Herkunft und Ausbildung
Mills Scarbrough wurde 1900 in Arthington geboren. Nach ihrem Studium am College of West Africa besuchte sie die Howard University in Washington, D.C., wo sie einen BA-Abschluss erwarb. Anschließend absolvierte sie ein MA-Studium an der Columbia University. Nach ihrer Rückkehr nach Liberia arbeitete sie als Lehrerin.
1947 war sie Mitglied der liberianischen Delegation bei den Vereinten Nationen. im folgenden Jahr arbeitete sie im Ministerium für öffentliche Bildung. Vier Jahre später wurde sie zur stellvertretenden Ministerin für öffentliche Bildung befördert. Sie vertrat Liberia bei der Fifteenth International Conference on Public Education im Juli 1952 im Palais Wilson in Genf. Die Universität von Liberia verlieh ihr 1953 die Ehrendoktorwürde für Bildung.

## Bildungsministerin
In ihrer Funktion als Bildungsministerin gehörte sie einer hochrangigen liberianischen Kommission unter Präsident Tubman an, die 1954 mit dem amerikanischen Reifenhersteller B. F. Goodrich Company, verhandelte, der eine Konzession für ein Gebiet von etwa 2,5 km² für 80 Jahre erwerben wollte, um dort eine Kautschuk Plantage zu errichten. Der Vertrag überträgt Goodrich neben den landwirtschaftlichen Rechten auch das Recht auf Holzeinschlag und die Rechte auf Bergbau. Außerdem sollte Goodrich Holz, Wasser, Steine, Felsen und andere Materialien auf öffentlichem Land und in einem Umkreis von drei Meilen um das Entwicklungsgebiet und die dazugehörigen Einrichtungen kostenlos nutzen, aber nicht exportieren dürfen. Der Konzessionsvertrag sieht nicht vor, dass die Bewohner der Dreimeilenzone im Voraus über die geplanten künftigen Nutzungen informiert werden müssen. Dörfer, die den Betrieb des Unternehmens behindern, kann Goodrich von der Regierung entschädigungslos räumen lassen. Die Regierung verpflichtet sich Infrastruktur für Goodrich zur Verfügung zu stellen, die das Unternehmen kostenlos nutzen darf. Die Einkommensteuer wurde für 16 Jahre erlassen. Von allen anderen Steuern, Zöllen und Abgaben ist Goodrich befreit.
In der elfköpfigen Kommission sprachen sich fünf Mitglieder gegen die Schürfrechte aus. Zwei Mitglieder stimmten gegen das exklusiven Recht auf Land- und Forstwirtschaft. Zu den kritischen Stimmen gehörte in beiden Fällen Mills Scarbrough. Die Drei-Meilen Zone stieß nur bei vier der elf Regierungsbeamten auf Widerstand. Mills Scarbrough war die einzige, die diesen Passus ablehnte, da er die Rechte der liberianischen Bürger zu stark einschränkte. Der Finanzminister L.A. Marvey drängte Präsident Tubman vergeblich, die zollfreien Importprivilegien zu beenden, sobald die Plantage mit der Produktion beginnt und wurde darin einzig von Mills Scarbrough zumindest teilweise unterstützt. Trotz dieser Einwände trat der Vertrag im Juli 1954 unverändert in Kraft. Mills Scarbrough bekleidete bis 1959 das Amt der Bildungsministerin.

## Repräsentantenhaus und weiterer Werdegang
1959 wurde sie in das Repräsentantenhaus gewählt, und war damit die erste Frau, die jemals im Repräsentantenhaus oder im Senat von Liberia saß.
Mills-Scarborough rief 1962 den Nationalen Liberianischen Frauenverband National Federation of Liberian Women ins Leben, dessen Präsidentin sie wurde. 1975 wurde der Verband in Liberian Federation of Women Organization (NFLWO) umbenannt.
Sie vermachte der Regierung ein Grundstück, auf dem die psychiatrische Catherine Mills Klinik errichtet wurde. Sie starb im März 1983 in Monrovia.

## Andenken
Seit 1985 ist eine Grundschule im Slum Brewerville, im Montserrado County in der Nähe von Monrovia nach ihr benannt.